# 25-60-38. Breve saggio sulla canzone italiana
25-60-38. Breve saggio sulla canzone italiana è un album del gruppo folk Folkabbestia, pubblicato nel 2006. I tre numeri del titolo sono una citazione della canzone Tre numeri al lotto di Renato Carosone del 1951.

## Tracce
1. Tre numeri al lotto – 2:40
2. Pietre – 3:16
3. Giovanni telegrafista – 2:53
4. Amara terra mia – 4:33
5. L'avvelenata – 4:49
6. Tre briganti e tre somari – 4:08
7. Carlo Martello (ritorna dalla battaglia di Poitiers) – 5:00
8. Uffà! Uffà! – 2:57
9. Voglio vederti danzare – 2:49
10. Ma cos'è questa crisi – 4:12
11. Siesta – 3:53
12. Serenata – 3:36
13. Il disertore – 3:32
14. Ahi Maria – 5:35